# 約翰·史威尼
約翰·約瑟夫·史威尼（英語：John Joseph Sweeney，1934年5月5日—2021年2月1日）是一位工運領袖，自1995到2009年擔任美國勞工聯合會暨產業工會聯合會主席。

## 早年生活
史威尼出生於紐約布朗克斯，他的父親詹姆斯是一名公車司機，母親艾格尼絲是一名家庭幫傭，他們兩位都是來自愛爾蘭的移民。史威尼的家人於1944年搬到紐約州的揚克斯（Yonkers），史威尼就讀於當地的聖巴拿巴小學，並從紅衣主教海耶斯高中高中畢業。史威尼的父親經常帶他去參加許多的工會會議，史威尼也就是從那時開始他對美國勞工運動的終生承諾。
1952年，史威尼就讀於新羅謝爾的愛納大學。大學時期他曾兼差做過挖掘工人及建築搬運工來賺取他的學費，也在此時加入他人生的第一個工會。他於1956年大學畢業，並取得經濟學學士學位。

## 工會生涯

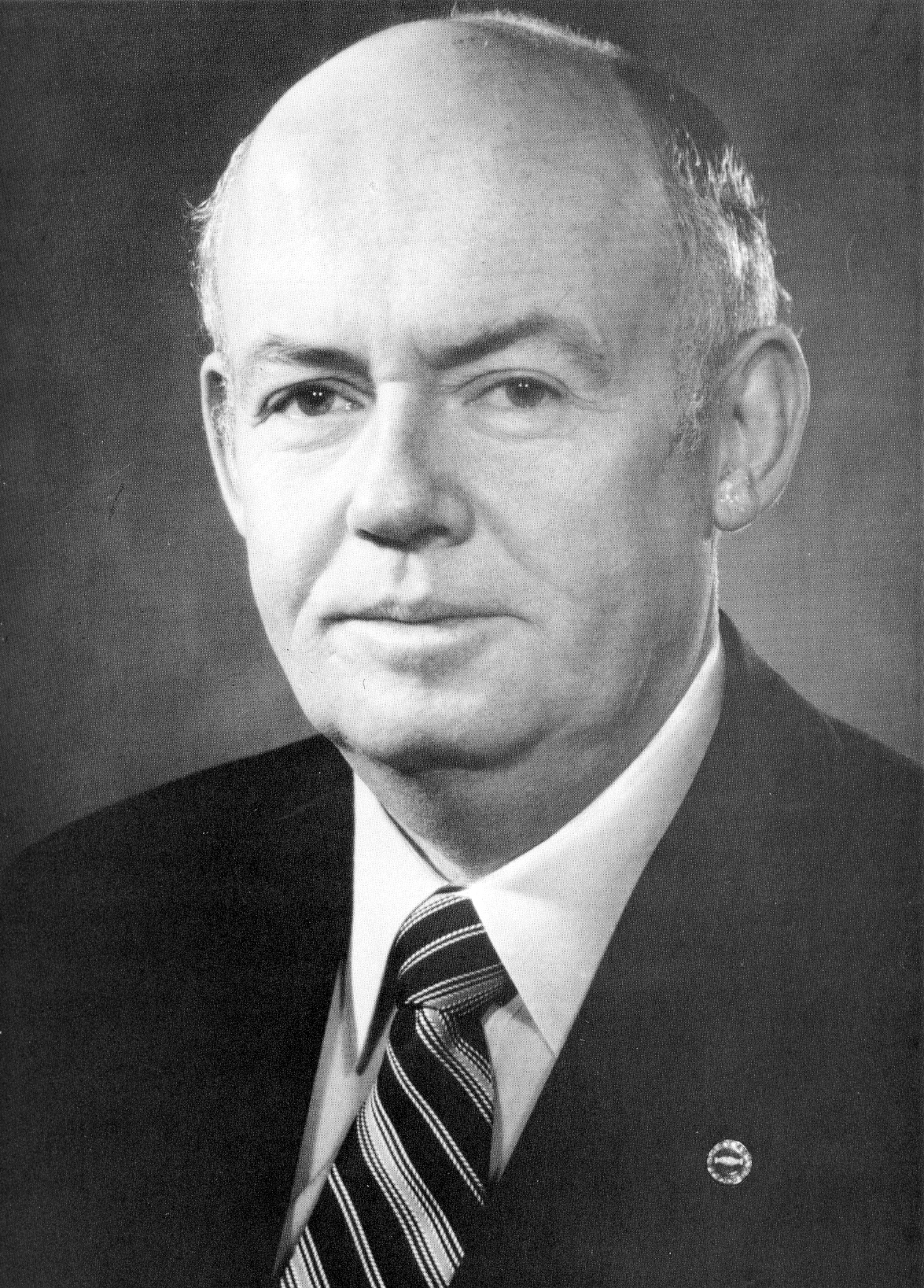
史威尼 攝於擔任服務業員工國際工會（SEIU）的32B、32J分會總裁時期

畢業以後，史威尼進入IBM工作，由於他對勞工運動的承諾，引領他接受三分之二的減薪，並於1956年到國際婦女服裝工人聯合會（ILGWU）去兼任研究員（現在稱為UNITE HERE）。
在ILGWU時，史威尼遇到了湯瑪斯·多那休（Thomas R. Donahue，1928年－），他當時是建築服務業員工國際工會（BSEIU）的工會代表，該工會現在已經更名為服務業員工國際工會（SEIU）。
多那休要求史威尼離開ILGWU，之後在1960年，史威尼成為BSEIU 32B分會的約聘主任。
BSEIU於1968年更名為服務業員工國際工會（SEIU）。1972年，史威尼在32B分會除了原本的約聘主任工作外，另外還兼任總裁助理；同年當選執行董事會成員，一年後再當選為副總裁。
1976年，約翰•史威尼當選為32B的總裁，並辭去約聘主任的職位。
史威尼上任三個月後，領導45,000位SEIU會員，在工會合約到期前一天，對紐約不動產諮詢委員會進行突襲式罷工，罷工17天後幫他們獲得了一張工資和福利都有明顯成長的新合約。
1977年，史威尼將32B與32J兩個分會合併為一個32BJ分會。
1979年，史威尼再次領導32BJ分會的維護工人罷工，並贏得了更有利的合約。
1980年，史威尼當選為SEIU全國總裁，並繼續在32BJ分會擔任總裁直到1981年，改任32BJ分會的支薪顧問直到1995年。
在史威尼擔任SEIU總裁任內會員迅速成長，十年前SEIU約有625,000名成員，史威尼上任後開始推動迅速擴張新的據點和領域，並加入全國職業婦女協會，一起組織上班族及與食品和商業員工聯合會（UFCW），組織養老院職員。SEIU在擴張領域方面，將醫療保健和商務辦公室的維運員工全都納於麾下。
史威尼還推行與其他一些工會合併，吸收全國政府僱員協會（NAGE）和其他公職人員工會。
直到1993年，SEIU已擁有超過100萬的會員，這是AFL-CIO成立20多年來，第一個達到百萬會員紀錄的工會。儘管史威尼強調成長是來自於新會員，但實際上有一半的成長是來自與其他工會合併。
史威尼也在SEIU推行許多新政策，包括：加強聯邦法律在健康、安全、性騷擾、公民權和移民權等方面的推行，提倡法定的帶薪家庭假、醫療改革和提高最低工資。在內部，史威尼投入了近三分之一的工會預算來組織新會員，並推動工會階層更加多元化。

## 1995年 AFL-CIO 的主席選舉
1995年，史威尼找來一些其他國家工會主席與AFL-CIO的主席萊恩·柯克蘭（Lane Kirkland）面談，並要求他退休。聯合會中對於柯克蘭領導的不滿從1990年早期就已經開始出現了。
這其中有許多原因，包括：柯林頓總統的第一個任期內未能通過勞動法改革法案，未能阻擋北美自由貿易協定（NAFTA），無法達成醫療改革，未能通過立法禁止永久取代罷工者及未能支持工會以更自由的方式推動公開對話。 
當美國參議院考慮立法禁止永久取代罷工者時，柯克蘭卻在歐洲旅行，從這件事情可以看出，勞工權益在他心裡的優先程度。而其中最令人失望的是柯克蘭對於1994年共和黨接管國會時的消極反應，他幾乎是公然的無視甚至敵視聯合會採取一個更積極的因應計劃。

### 對立
1995年2月19－20日，在佛羅里達州巴爾港舉行的AFL-CIO執行委員會冬季會議上，反對柯克蘭的行動拉開了序幕。自新年開始，史威尼曾兩次與柯克蘭舉行會議，並告訴他執行委員會主要成員對他的領導表示不滿，他應該辭職並推舉財務秘書長湯瑪斯·多那休成為新主席。
在執行委員會會議前的周末，執行委員會中的11位工會主席同意籌組「改革委員會」，該會設立的目的是為了罷免柯克蘭主席的職位。其成員包括史威尼、美國州縣市政府員工聯合會（AFSCME）的杰拉爾德·麥克恩特（Gerald McEntee，1935年－）、聯合汽車工人協會（UAW）的歐文比伯（Owen Bieber，1928年－）、美國鋼鐵聯合工會（USWA）的喬治貝克爾（George Becker，1928年－2007年）、國際卡車司機協會（IBT）的羅納德·卡里（Ronald Carey，1936年－2008年）、北美勞工國際聯盟（AHNA）的阿瑟·科亞（Arthur Coia）、聯合紙業工人國際聯盟（UPIU）的韋恩·格倫（Wayne Glenn）、國際操作工程師聯盟（IUOE）的法蘭克·漢利（Frank Hanley，1909年－2006年）、國際機工協會（IAM）的喬治·庫爾皮亞斯（George Kourpias）、美國木匠同業工會（UBC）的希古德·盧卡森（Sigurd Lucassen，1927年－2001年）、和美國聯合礦工工會（UMWA）的理查德·特朗卡（Richard Trumka，1949年－）。這些工會手上握有的選票足夠在10月份的AFL-CIO大會上罷免柯克蘭，並推選出新的主席。
改革委員會對於新主席的第一人選是財務秘書長湯瑪斯·多那休，他是一位經驗豐富的改革者。他曾經遊說成立AFL-CIO委員會來審查工作環境的變異，並率先展開聯合會的溝通工作（包括在AFL-CIO的總部設立電視台），及領導反對北美自由貿易協定等活動。但多那休不願意與一位他效忠近16年的人競選主席。
柯克蘭拒絕辭職或退休，使執行委員會會議變得劍拔弩張。改革委員會提出撤換主席以及修改條文的要求，但柯克蘭卻強調他的管理制度及措施，並且表示這些異議人士背叛了他，並覬覦他的權力。
1995年5月8日，多那休宣布辭去財務秘書長的職務，從10月份的AFL-CIO大會上開始生效，第二天柯克蘭就宣布要競選連任。
改革委員會決定推出自己的候選人與柯克蘭競爭，但麥克恩特被認為不夠隨和，並且因為太過激進的強迫其他工會推選他為共同候選人，而發生了許多的爭執，特朗卡則被認為還太年輕，不夠穩重；相比之下，史威尼的行為令人感到可靠，個性和藹可親，在執行委員會內還有許多朋友，他被視為是委員會想要的「組織候選人」
。
改革委員會還同意提名特朗卡擔任AFL-CIO的財務秘書長，並提議設立一個新的執行副總職位來負責動員國家聯合會和中央勞工委員會，另外也針對少數民族和婦女提供幫助。新的執行副總裁職位也能確保是由女性或少數民族人士來出任，並為改革委員會獲得額外的政治支持。改革委員會還招募了AFL-CIO的執行委員會成員琳達·查維斯-湯普森（Linda Chavez-Thompson，1944年－），她同時也是AFSCME的副主席和拉丁美洲勞工促進會成員。
6月13日，改革委員會正式公布其候選人名單及其政見：「A New Voice for American Workers.」。候選人的名單被稱為是「New Voice」名單，此後不久又有10個工會宣布反對柯克蘭的連任。總共有21個工會，約56％的大會代表反對柯克蘭擔任主席。
在面對如此令人難堪的數字後，柯克蘭宣布他將於8月1日辭職。
隨著柯克蘭的辭職，多那休不願參選主席的主要因素消失了。他在柯克蘭宣布辭職的同一天撤回了他的退休宣告，並表示他現在要參選AFL-CIO的主席。
然而在此期間，改革委員會（已更名為“New Voice”）裡支持多那休的已經漸漸變少了。
在八月的AFL-CIO執行委員會會議上，多納休被一致票選為新的AFL-CIO主席。至於財務秘書長的職缺，委員會也推選了美國通信人員協會的財務秘書長芭芭拉·伊斯特林（Barbara Easterling）來擔任。伊斯特林宣布，她將在10月與多那休合作並相互配合。
反對New Voice的那一方是由美國教師聯合會（AFT）和美國通信人員協會（CWA）所領導。美國教師聯合會的總裁艾伯特·尚克（Albert Shanker，1928年－1997年）認為，改革委員會應該在執行委員會面前提出他們的顧慮，經過討論和審議後，才能決定柯克蘭的命運。尚克還認為，將勞工運動的內部糾紛暴露給敵人，會嚴重危害並削弱勞工運動。 最後尚克提出說：「New Voice企圖動員州和地方勞工組織來支持一名候選人會使得AFL-CIO有泛政治化的風險並從長遠來看會造成AFL-CIO的不穩定。」
然而New Voice他們了解到唯一成功的機會是避開在執行委員會上招開審議會，因為在執行委員會中，每個工會無論多麼小都有平等的投票權。一個由20個小工會組成的聯盟，即使他們的成員數量遠小於他們的競爭對手，但他們還是可以作出有效的決議。但在AFL-CIO大會上就不同了，每個工會都會按照其成員數量的多寡而分配代表。因此在大會上，大型工會即使不代表大多數的工會也可能取得勝利，因為他們的代表人數較多。因此對於由AFL-CIO中的一些最大工會所組成的New Voice來說，他們想要在執行委員會中達成他們的目標是不智的，因為他們可以掌握的選票較少。
在美國勞工運動歷史中很少見到關於AFL-CIO未來的公開討論，New Voice為獲得國家聯合會和中央勞工委員會（CLC）的支持而進行了擴大的競選拉票活動。每個委員會都有權派一名代表參加大會，通常這些機構很少派代表參加四年一次的大會。 但是New Voice積極的動員代表出席，這時就有傳言說，New Voice會為那些出席支持史威尼的代表支付旅費和住宿費。史威尼還承諾對於這些機構給予更多的關注，因為他們對於當地勞工運動的支持和聯合會政治勢力的擴大扮演相當重要的角色。多那休不願意在國家聯合會和中央勞工委員會中投入競選，因為他認為這樣會使AFL-CIO泛政治化，並削弱AFL-CIO各工會之間的選後共識。
到了8月份，New Voice已經明顯贏得至少三分之二國家聯合會和中央勞工委員會的選票了。多那休這時改變心意決定展開這些代表的競選活動，但他的行動已經太遲了：大部分的選票都已經決定了。
雙方都聘請專業的公關公司來協助策劃競選活動，包括媒體策略、標語、圖表、傳單、新聞稿、T恤、對手研究、海報和演講錄影帶。候選人還大量的利用「免費」媒體，包括《與媒體見面》、國家公共廣播電台的《國家談話》、公共廣播電台的《PBS新聞一小時》、C-SPAN與其他電視節目等。
儘管多那休積極的參與競選，但很明顯的他的參選資格擺脫不了柯克蘭體制的影響。而當他尚未意識到這個問題時，他已經被迫捍衛現有的體制並否認目前勞工運動所面臨的嚴重問題。
New Voice的政見說服了許多工會放棄現狀參與改革，史威尼呼籲聯合會進行組織上的重大擴展，包括：每年花費2000萬美元僱用和培訓數千名新進人員；動員超過1000多名的大學生參加夏季組織活動；創建一個「Sunbelt Organizing Fund」基金會來贊助南部和西南部的組織拓展；及設立一個獨立的組織發展部門。
史威尼還提議設立一個可以協調全國合約簽訂的契約簽署策略中心；創建一個策略活動基金，為經濟困難的組織與合約攻防戰中的工會提供金援；創建一個罷工支援團來協助支援罷工的組織；並建立養老基金投資資訊交換中心以提供養老基金的投資訊息，並協助動員投資機構支援組織。
史威尼並呼籲修改勞工的政治策略，取消支持那些不贊同勞工議程的民主黨黨員。建議成立一個全國勞工政治培訓中心，來招募和培訓候選人與政治活動主任，並建立一個經濟和公共政策的勞工中心，以開展政策分析，支持聯邦的立法議程，並擴大對國家聯合會及中央勞工委員會的政治活動。
最後，史威尼指出現在是改革AFL-CIO的時候。New Voice的政見還承諾與國家聯合會和中央勞工委員會進行更有效的磋商，拉近與女性和少數民族團體的關係，增加執行理事會席次以確保有更多的女性和少數民族代表能夠參與，設立執行副總裁辦公室，招開董事會年會，重組貿易和工業部門及規定年齡大於70歲者不允許在任何執行辦公室裡任職。
這有部分原因是為了呼應New Voice的政策，而部分原因是史威尼認為實際上必需改變，多那休也開始實施一些New Voice的改革。 他將聯邦特權計畫的收入轉移到新的組織基金中，最終每年需移轉2000萬美元。他增加了組織機構的預算，批准了每年招聘和培訓一倍組織人員的計劃，並獲得執行理事會的批准，提供無息貸款以支援罷工的工會。多那休還將聯盟特權資金挪轉他用，以培訓500名工運人士參加1996年的國會選舉。
在紐約市舉行的AFL-CIO會員大會上，破紀錄的有1,047位代表聚集在一起投票決定AFL-CIO的未來。 當1995年10月25日選票統計結束時，史威尼得到了34個工會的支持，代表成員數7,286,837位，佔AFL-CIO總成員數的57％。由於New Voice的努力，來自國家聯合會和當地中央勞工委員會的代表人數，從1993年的186位增加到1995年的488位。
New Voice要求大會實施其政見，隨後大會投票表決通過同意國家聯合會可以派遣代表加入AFL-CIO的董事會，這之前只有全國工會的主席可以參加。該大會還將AFL-CIO的執行委員會成員數從33個擴大到54個。 史威尼將這些新增的席次提供給以前沒有代表的工會。委員會中女性和少數民族的代表數量也因為這次的擴大成長了將近一倍。擴大還有一個好處，就是讓史威尼和多那休的支持者都能夠參與委員會，以化解對立、促進和解。執行委員會成員的「統一名單」由UFCW的總裁道格拉斯·多爾提（Douglas H. Dority）和多那休的一位重要支持者杰拉爾德·麥克恩特共同宣布，統一名單還有助於避免來自退出AFL-CIO工會的威脅。

## 任期前十年

### 結構的改變
史威尼上任後就開始推動了多項增加工會成員數量的計劃，且招募更多的新成員，特別是年輕的成員。AFL-CIO的組織和實地動員計劃是分開的，現場動員部門是受到AFL-CIO的區域辦事處所管理，這些辦事處從12個減少到4個。史威尼設定了一個目標，就是在1998年之前將三分之一的聯邦預算用於組織會員。它並成立了一個特設執行委員會，為南方和西南方提出了一個組織策略，同時建立了工會暑期計劃，以招募和安排學生勞工運動家。另外也設立了一個新部門－職業婦女事務部，主要負責為勞工婦女提供發言管道，並將蒐集的意見在勞工運動會議上提出討論。
此外，還建立了兩個新的中心，一是，新的政治訓練中心，它的任務是培訓政治工作人員並協助附屬機構培訓其工作人員進行政治工作；二是，跨國公司研究中心，任務是幫助工會組織與國際公司進行合約攻防戰。
1996年8月，史威尼創建了企業事務部，該事務部包括三個新的中心：職場民主中心（處理勞工管理合夥關係），員工所有權和管理中心（處理養老金和投資問題）以及策略研究中心（協助附屬機構對於各式的勞工運動研究），該部門還負責收集統計數據和進行勞資談判的集體談判研究。
1997年5月，史威尼宣布了四個新的組織計劃。第一個是為想要啟動組織計劃的州和地方工會，利用AFL-CIO提供後勤、組織和培訓的支援。第二個項目「Senior Summer」是一項借助勞工運動的退休人員來訓練退休員工進行組織和政治活動的計畫。第三個是「Union Cities」計劃是激勵大型中央勞工委員會更積極有效率，並鼓勵小型的中央委員會合併或更密切地合作以提高其影響力。最後「Street Heat」計畫是為中央勞工委員和工會提供資金和人員，以便他們能夠成立工會成員的快速反應小組，在勞工被恐嚇、脅迫或解僱時進行糾察和抗議。
1998年10月，史威尼將AFL-CIO設立30年的人力資源開發研究所（HRDI）更名，現在它的名稱是美國工作協會。該部門的新任務不是專注於為失業勞工提供教育和培訓，而是促進經濟發展，充當智庫和政策發展基金會，並就經濟政策向國會遊說。

### 即將來臨的動亂
但是AFL-CIO內部又開始出現不滿了。史威尼撤消了一些憲政和行政部門，如工業聯合部，這被視為是打壓那些不支持史威尼的工會。AFL-CIO組織部門的領導主管一直走馬換將，新會員也沒有明顯增加，許多工會採取互相爭搶地盤來增加會員，而許多工會對AFL-CIO批評他們的組織計劃感到不滿。
2000年5月，美國運輸聯盟因位管轄權糾紛而退出AFL-CIO。接著2001年4月，Carpenters工會聲稱史威尼的組織努力失敗了，並且必須放棄AFL-CIO的架構。
儘管在政治上投入了大量資金，AFL-CIO還是沒有成功讓民主黨重新取得美國眾議院的多數席位。某些工會主席開始爭論說AFL-CIO不該在政治事業上繼續支出而應該轉移資源來組織新會員。
在不滿意的領導人中，最主要的是SEIU的總裁安德魯·史特恩（Andrew Stern，1950年）和史威尼的一位學生。
當史威尼於2003年9月18日宣布，他計劃在2005年的夏季聯邦大會上再連任四年時，AFL-CIO內部動亂的情況便浮上檯面了。史威尼1995年首次當選AFL- CIO主席時，他提出了一項憲法修正案，該修正案將禁止任何70歲以上的人擔任行政職位。他提議的修正案從未執行，但史威尼對大會承諾，當他超過他提議的年齡限制時，他將不繼續留任。勞工運動中的許多人認為，史威尼宣布這項修正案的目的是在預先阻止不同政見的領導人參加競選。

## 2005年 AFL-CIO主席之爭

### 新共同合夥聯盟（NUP）
在2004年3月的執行委員會會議不久後，安德魯·史特恩宣布籌組New Unity Partnership（NUP）聯盟。 加入史特恩聯盟的總裁有UNITE HERE、Teamsters、Laborers、UFCW和Carpenters。在2003年秋季，史特恩開始與這些工會的領導人合作制定一套制度來改革勞工運動。雖然NUP的存在於2003年10月就已經被發現了，但該組織直到2004年3月才公佈其政見。

### 政見
NUP的政見包含了許多提案。首先AFL-CIO應該規定較小的工會與較大的工會合併，且AFL-CIO必須重新裁定和執行各個主要產業或「核心管轄區」的管轄範圍，以劃清權責。其次，許多AFL-CIO的部門（包括健康與安全、教育以及公民權和人權）必須合併或撤消。 第三，政治支出必須大幅減少，以支付主要用於組織發展上的新花費。

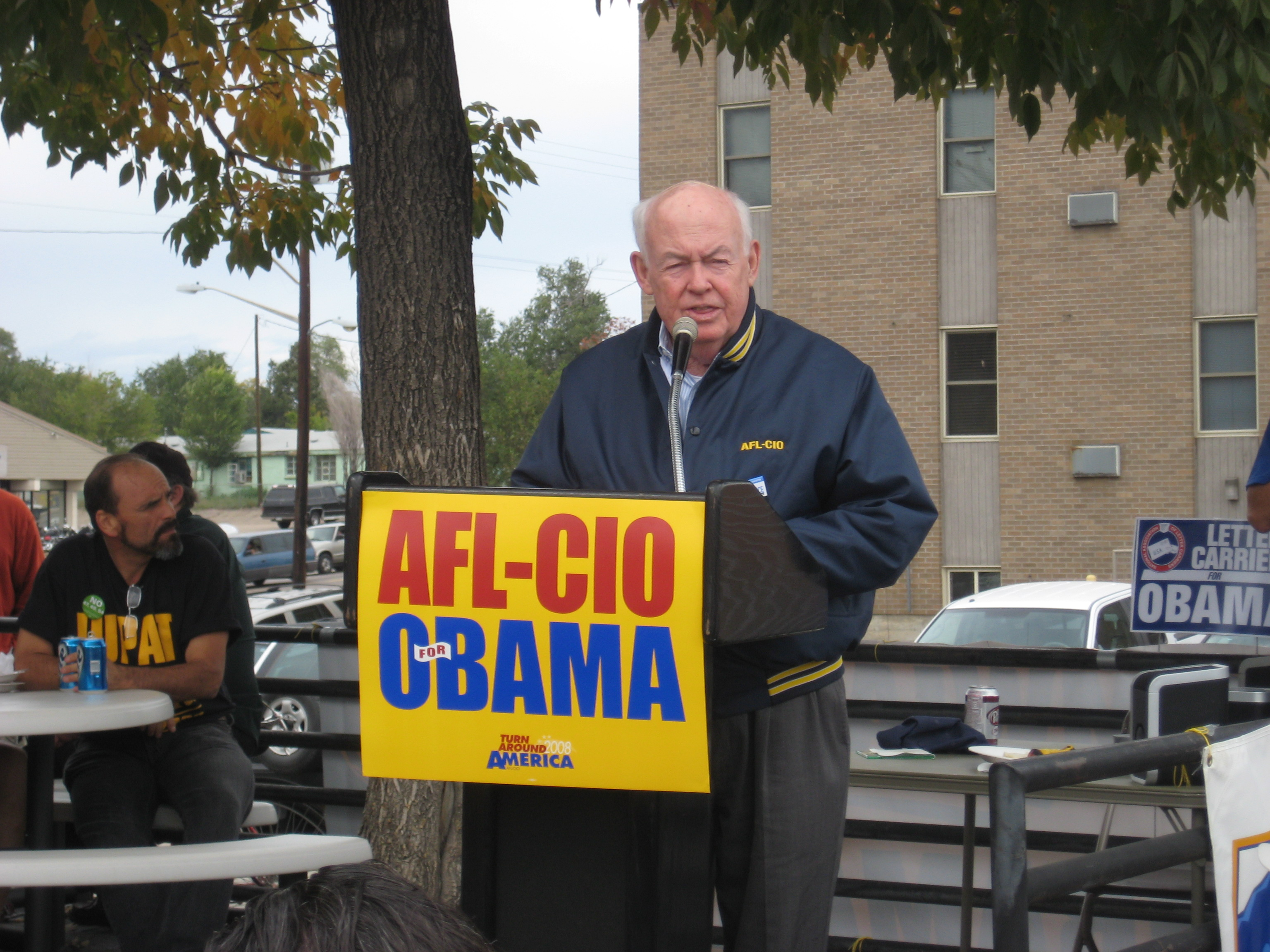
John Sweeney in October 2008

史威尼告訴媒體，他將在2004年11月的總統選舉後對史特恩的觀點發起內部討論，目的是在2005年7月之前提出一個提案。但史特恩宣稱這個時間對於AFL-CIO兩年一度的大會來說是來不及的。

### 批評的改進
在2004年8月的AFL-CIO執行委員會會議上，對於NUP的批評史威尼試圖做一些改革，其中之一是宣布成立一個專案組來調查沃爾瑪雜貨店和折扣百貨連鎖店的組織工作。史威尼還宣布成立移民勞工專案，以監督該聯盟在移民權和組織工作方面的努力。
2004年11月10日，史威尼提出改革AFL-CIO的流程和時間表。 史威尼說他將主持一個由聯邦25位執委會委員組成的委員會，該委員會將在2005年2月的AFL-CIO執行委員會會議上提出改革建議。

### 2005年：新共同合夥聯盟
2005年1月，史特恩宣布New Unity Partnership解散。史特恩說，NUP存在的目的是為了開啟討論有關勞工運動的未來，而這一項目標已經達成了。
然而在2005年3月的AFL-CIO執行委員會會議上，沒有就改革問題達成共識，反而執行委員會建議聯邦將所有收入的一半專門使用於政治和立法動員。執行委員會還建議將高達數百萬美元的收入退還給工會讓各工會可以至少將30％的預算用於組織會員。另外執行委員會似乎很少支持強制性的工會合併。
但是許多NTP的成員不同意這些提議。Teamsters要求各工會繳納50％的會費，並將AFL-CIO的許多業務從總部移至各州和當地的營運處，停止其他的業務以及縮減執行委員會規模來精簡AFL-CIO。
2005年5月，史威尼正式的提交了執行委員會的提案給7月的AFL-CIO大會審議。
從春季到初夏，雙方陣營持續提出各自的方案和替代方案。同時他們又總是改變想法，一下宣布說這些提案是沒有談判空間，一下又說要放棄原本的提案。
6月16日，史特恩和他的盟友宣布成立一個新的組織－「Change to Win聯盟」。它包括了五個聯盟：SEIU、UFCW、勞動者、UNITE HERE和Teamsters。Carpenters也在6月27日加入他們。Change to Win聯盟發布了一系列改革AFL-CIO的建議，主要是反映了其成員工會的建議。
在六月中旬，AFL-CIO執行委員會投票贊成將史威尼的改革計劃提交到7月的AFL-CIO大會上，2月份會議上的未決提案仍在繼續審議，但沒有達成共識。
整個夏季取代提案的方案不斷的被提出又放棄。Change to Win聯盟的工會主席們尋求各自理事會的同意並取得授權以脫離AFL-CIO。但顯然的，他們只能在AFL-CIO大會上召集近三分之一的代表而已。
2005年7月22日，農場工人聯合會（UFW）加入了Change to Win聯盟。

### 2005年：充滿爭議的大會
2005年7月25日，隨著AFL-CIO大會的進行，SEIU和Teamsters宣布談判破裂並且要退出AFL-CIO。同一天，SEIU、Teamsters、UFCW和UNITE HERE宣布他們的代表將杯葛AFL-CIO大會。
史威尼憤怒地譴責了這種脫離行為。杰拉爾德·麥克恩特將脫離行為的威脅稱為權力遊戲，並聲稱「Change to Win」已要求史威尼在六個月內宣布退休，並支持他們指定的代位者。
隨著Change to Win杯葛AFL-CIO大會，史威尼的連任和改革計劃的實施成了定局。
7月29日，UFCW離開AFL-CIO，帶走了AFL-CIO 1300萬會員中的360萬。
9月14日，擁有44萬名會員的工會UNITE HERE也退出了AFL-CIO。
2005年9月27日，退出AFL-CIO的工會另組了一個新的Change to Win勞工聯合會。
在退出AFL-CIO後，史威尼和Change to Win聯盟還是保有一定的關係，儘管不容易維持。而史威尼接下來主要致力於穩定AFL-CIO及其州、地區和地方機構的財政、結構和政治。史威尼保持相對低調，只有在與Change to Win聯盟發生爭執或處理國家議題時（如移民政策）才會回到鎂光燈下。
2009年9月16日，史威尼從AFL-CIO的主席位置退休，並從那時起成為了名譽總裁。由於他長期致力於為美國勞工爭取社會正義和公平就業，因此在2016年，他獲得了世界和平獎頒獎委員會頒發的世界和平獎的和平大使獎。

## 個人生活
史威尼與他人合編了有關於勞工運動的研究報告，並合著了兩本關於工會的書籍，其中包括《America Needs a Raise: Fighting for Economic Security and Social Justice》。他與之前學校的老師莫林·鮑爾（Maureen Power）結婚，他們住在馬里蘭州的貝塞斯達。史威尼有兩個孩子，約翰（John，資訊技術專業人員）和帕特里夏（Patricia，擁有一家網路資訊服務公司Sweeney Contract Solutions，LLC）和一個孫女肯妮迪（Kennedy）。
史威尼的愛好包括高爾夫和保齡球。